# Reação oscilante
Uma reação química oscilante é um tipo de reação em equilíbrio químico que exibe variações oscilantes na concentração dos reagentes e produtos ao longo do tempo. Esse tipo de reação muitas vezes resulta em mudanças dinâmicas que podem ser visíveis, como mudanças de cor, por exemplo.
Um exemplo clássico de reação oscilante é a reação de Briggs-Rauscher, onde uma mistura de ácidos, sais e peróxido em meio aquoso exibe oscilações na cor devido a mudanças na concentração dos componentes reativos. Essas reações são estudadas na química para entender melhor o comportamento dinâmico dos sistemas químicos e as interações complexas entre os reagentes e seus produtos.